# Carson Pass
De Carson Pass is een 2.637 meter hoge bergpas in Alpine County ten zuiden van Lake Tahoe in de Amerikaanse staat Californië.

## Geschiedenis
Tijdens John Charles Frémonts expeditie van 1844 trok men op het advies van gids Kit Carson over de pas. De Washo-indianen hadden Frémont die route afgeraden in de winter, maar Frémont negeerde hun oordeel. De expeditieleden hadden inderdaad grote moeilijkheden om voeding en wild te vinden en werden genoodzaakt om hun honden, paarden en muilezels te slachten en op te eten. Uiteindelijk bereikten Frémont en zijn cartograaf Red Lake Peak, waar zij als eerste blanken Lake Tahoe in de verte zagen liggen. Op 21 februari raakte de expeditie over de bergpas. Op 6 maart 1844 kwam de expeditie aan in Sutter's Fort in het huidige Sacramento.
In 1849 bouwden mormonen een huifkarrenroute vanuit Sly Park in Californië over de Carson Pass naar de Carson-vallei in Nevada. De bergpas werd een punt op het Carson Trail, een van de belangrijkste varianten op de California Trail die kolonisten in de 19e eeuw namen om westwaarts te trekken. De pas werd tijdens de Amerikaanse Burgeroorlog gebruikt om goederen naar Californië te vervoeren, vóór de oplevering van de eerste Transcontinental Railroad.
Momenteel loopt de Californische State Route 88 over de Carson Pass. Het Pacific Crest Trail, een langeafstandspad van de Canadese tot aan de Mexicaanse grens, loopt eveneens over de pas.